# Wellington (Flórida)
Wellington é uma aldeia localizada no estado americano da Flórida, no condado de Palm Beach. Foi incorporada em 1995.

## Geografia
De acordo com o United States Census Bureau, a cidade tem uma área de 116,8 km², onde 116,3 km² estão cobertos por terra e 0,5 km² por água.

### Localidades na vizinhança
O diagrama seguinte representa as localidades num raio de 16 km ao redor de Wellington.

## Demografia
Segundo o censo nacional de 2010, a sua população é de 56 508 habitantes e sua densidade populacional é de 486 hab/km². Possui 22 685 residências, que resulta em uma densidade de 195,1 residências/km².